# Андреєвщина (Оршанський район)
Андре́євщина — (біл. Андрэеўшчына), село в складі Оршанського району розташоване у Вітебській області Білорусі. Село є центром Андреєвщинської сільської ради.
Веска Андреєвщина розташована на півночі Білорусі, у південній частині Вітебської області.